# Куряни (Україна)
Куря́ни — село в Україні, у Нараївській сільській громаді Тернопільського району Тернопільської області. Населення становить 775 осіб (2014).

## Географія
Село розташоване за 68 км від обласного центру та 14 км від центру сільської громади, на берегах річки Нараївка. Через село пролягає автошлях міжнародного значення М30E50.
В селі налічується 204 домогосподарств.
Вулиці села: Басівка, Бережанка, Друга Вільхівська, Корахова, Осичини, Перша Вільхівська та Шевченка.

### Клімат
| Клімат Курян              | Клімат Курян | Клімат Курян | Клімат Курян | Клімат Курян | Клімат Курян | Клімат Курян | Клімат Курян | Клімат Курян | Клімат Курян | Клімат Курян | Клімат Курян | Клімат Курян | Клімат Курян |
| Показник                  | Січ.         | Лют.         | Бер.         | Квіт.        | Трав.        | Черв.        | Лип.         | Серп.        | Вер.         | Жовт.        | Лист.        | Груд.        | Рік          |
| Середній максимум, °C     | −1,1         | 0,3          | 5,2          | 13,2         | 19,1         | 22,2         | 23,7         | 23,1         | 18,7         | 12,9         | 5,8          | 0,9          | 12           |
| Середня температура, °C   | −4           | −2,6         | 1,6          | 8,4          | 13,7         | 16,9         | 18,4         | 17,7         | 13,6         | 8,4          | 2,9          | −1,6         | 7            |
| Середній мінімум, °C      | −6,9         | −5,4         | −1,9         | 3,6          | 8,4          | 11,7         | 13,1         | 12,3         | 8,6          | 4,0          | 0,0          | −4           | 3            |
| Норма опадів, мм          | 32           | 32           | 34           | 50           | 78           | 91           | 95           | 71           | 56           | 39           | 38           | 41           | 657          |
| ------------------------- | ------------ | ------------ | ------------ | ------------ | ------------ | ------------ | ------------ | ------------ | ------------ | ------------ | ------------ | ------------ | ------------ |
| Джерело: climate-data.org |              |              |              |              |              |              |              |              |              |              |              |              |              |

## Історія
Перша писемна згадка датується 1488 роком.
1618 року дідич Ян Висоцький надав фундуш для створення парафії католицької церкви у селі.
1626 року, внаслідок нападу татар, село було зруйноване на 80 %.
1649 року село знову спалили татари.
В селі діяли «Просвіта», «Сільський господар» та інші українські товариства.
До 5 квітня 2019 року — адміністративний центр колишньої Курянівської сільської ради, якій було підпорядковане село Павлів.
12 червня 2020 року, відповідно до розпорядження Кабінету Міністрів України № 724-р «Про визначення адміністративних центрів та затвердження територій територіальних громад Тернопільської області» увійшло до складу Нараївської сільської громади.
19 липня 2020 року, в результаті адміністративно-територіальної реформи та ліквідації Бережанського району, село увійшло до складу Тернопільського району.

## Політика
З 28 квітня 2012 року село належить до виборчого округу 165.

### Парламентські вибори, 2019
На позачергових парламентських виборах 2019 року у селі функціонувала окрема виборча дільниця № 610026, розташована у приміщенні сільської ради.
Результати
- зареєстровано 555 виборців, явка 54,77%, найбільше голосів віддано за «Слугу народу» — 41,39%, за «Європейську Солідарність» — 15,23%, за Всеукраїнське об'єднання «Батьківщина» — 9,60%[7]. В одномандатному окрузі найбільше голосів отримав Іван Чайківський (самовисування) — 28,09%, за Володимира Кісілевича (Слуга народу) — 27,76%, за Тараса Юрика (Європейська Солідарність) — 18,06%[8].

## Пам'ятки

Погруддя Тараса Шевченка

- Мурована церква святої Параскеви П'ятниці (1892).
- Встановлені пам'ятні хрести:
  - на згадку про перебування Ікони Зарваницької Божої Матері (1996)
  - до 5-ї річниці Незалежності України (1996).
- Насипана символічна могила воякам УПА (1991).
- Пам'ятник Тарасові Шевченку.

У 1962 році біля сільської школи встановлена пам'ятка монументального мистецтва місцевого значення — погруддя Тарасові Шевченку (скульптор — М. Невеселий), реставрований 1988 року. Погруддя (заввишки 1,7 м) — карбована мідь, постамент (2,65 м) — бетон, дерево.

## Об'єкти соціальної сфери
- Середня загальноосвітня школа І—III ступенів.
- Дитячий дошкільний навчальний заклад.
- Клуб.
- Бібліотека.
- Амбулаторія.
- Відділення зв'язку.

## Відомі люди
- У Курянах народився мікробіолог, політв'язень Р. Юськів.

## Галерея

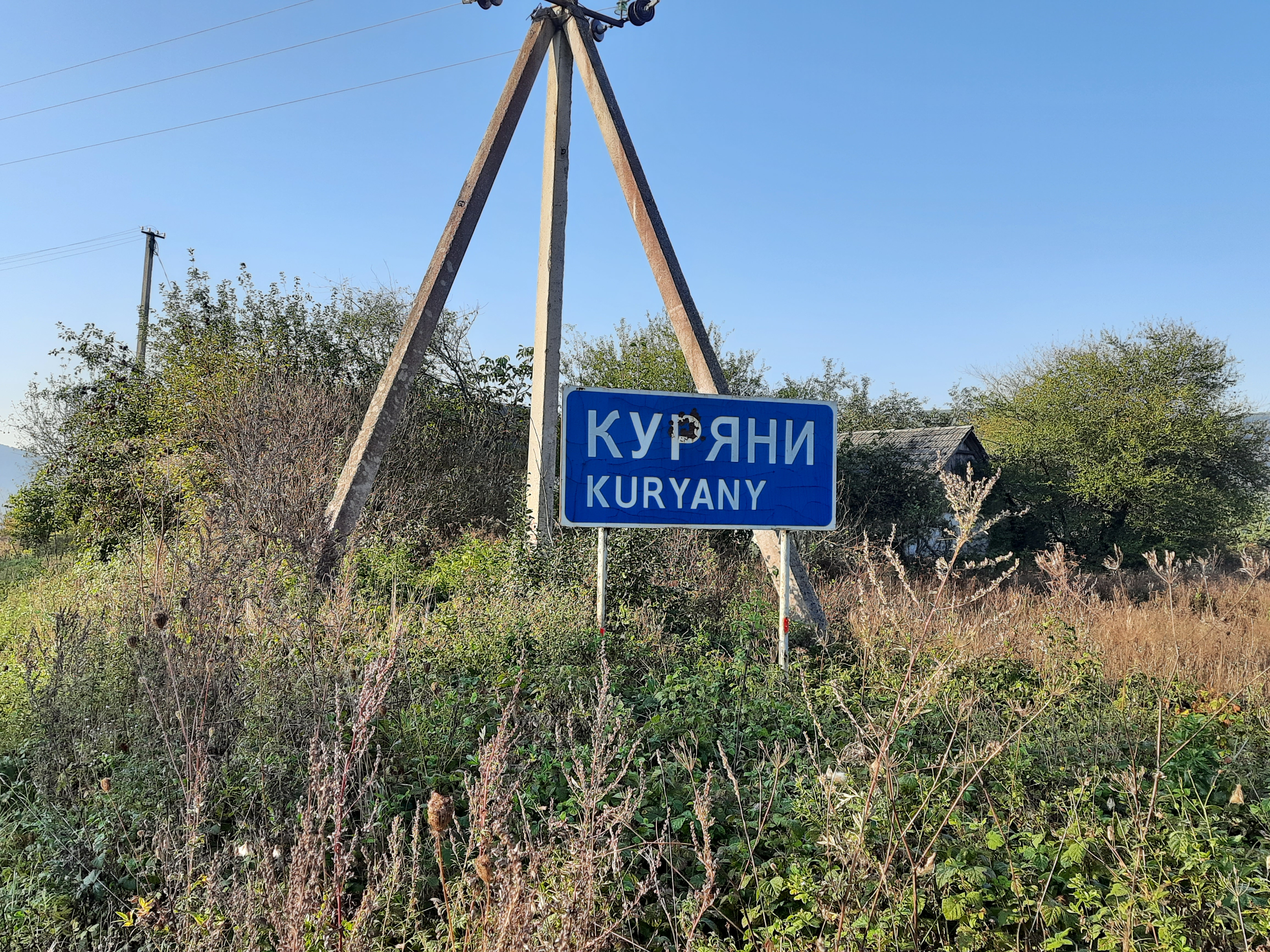
Дорожній знак при в'їзді в село
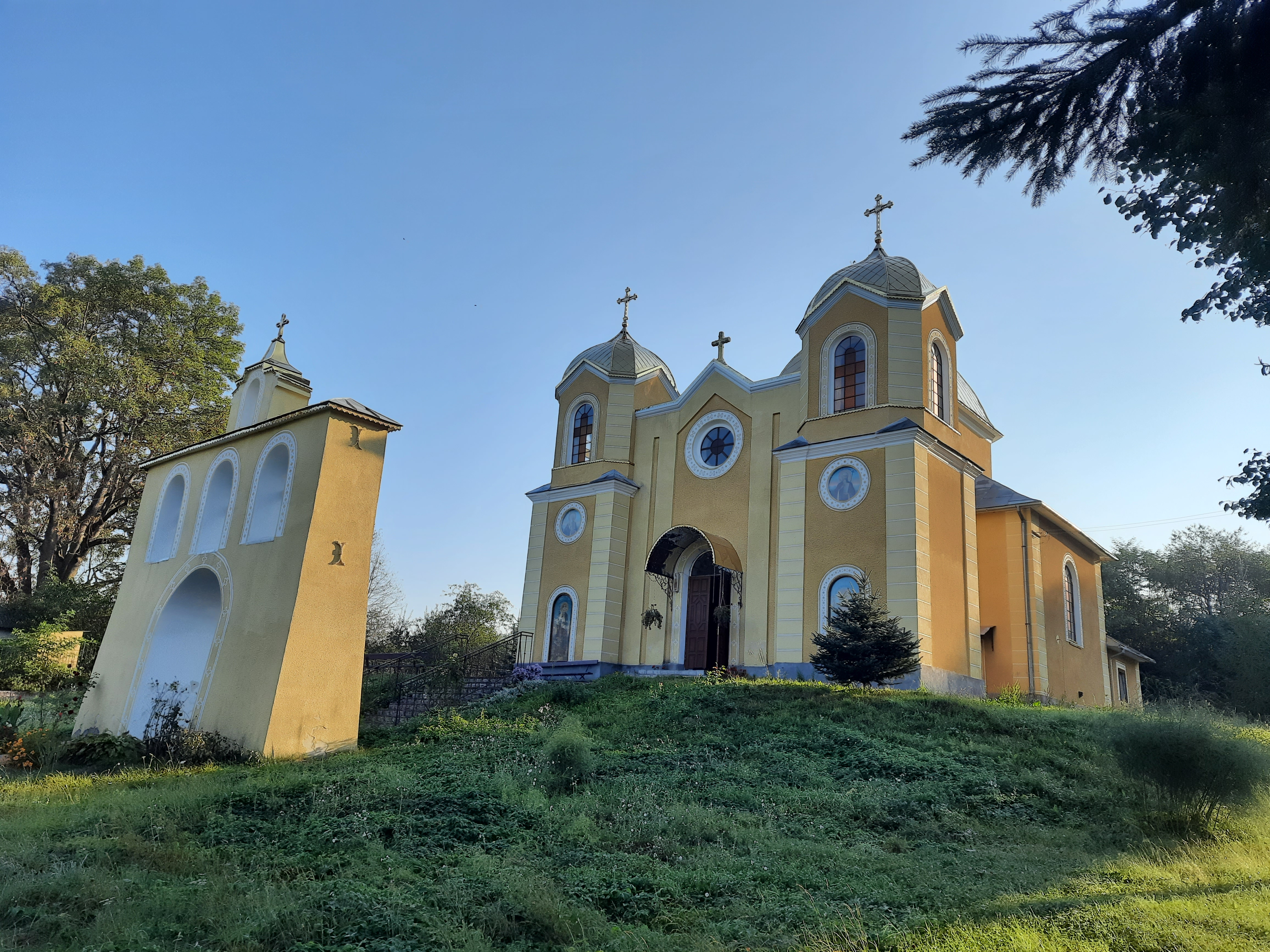
Церква Святої Параскеви П'ятниці
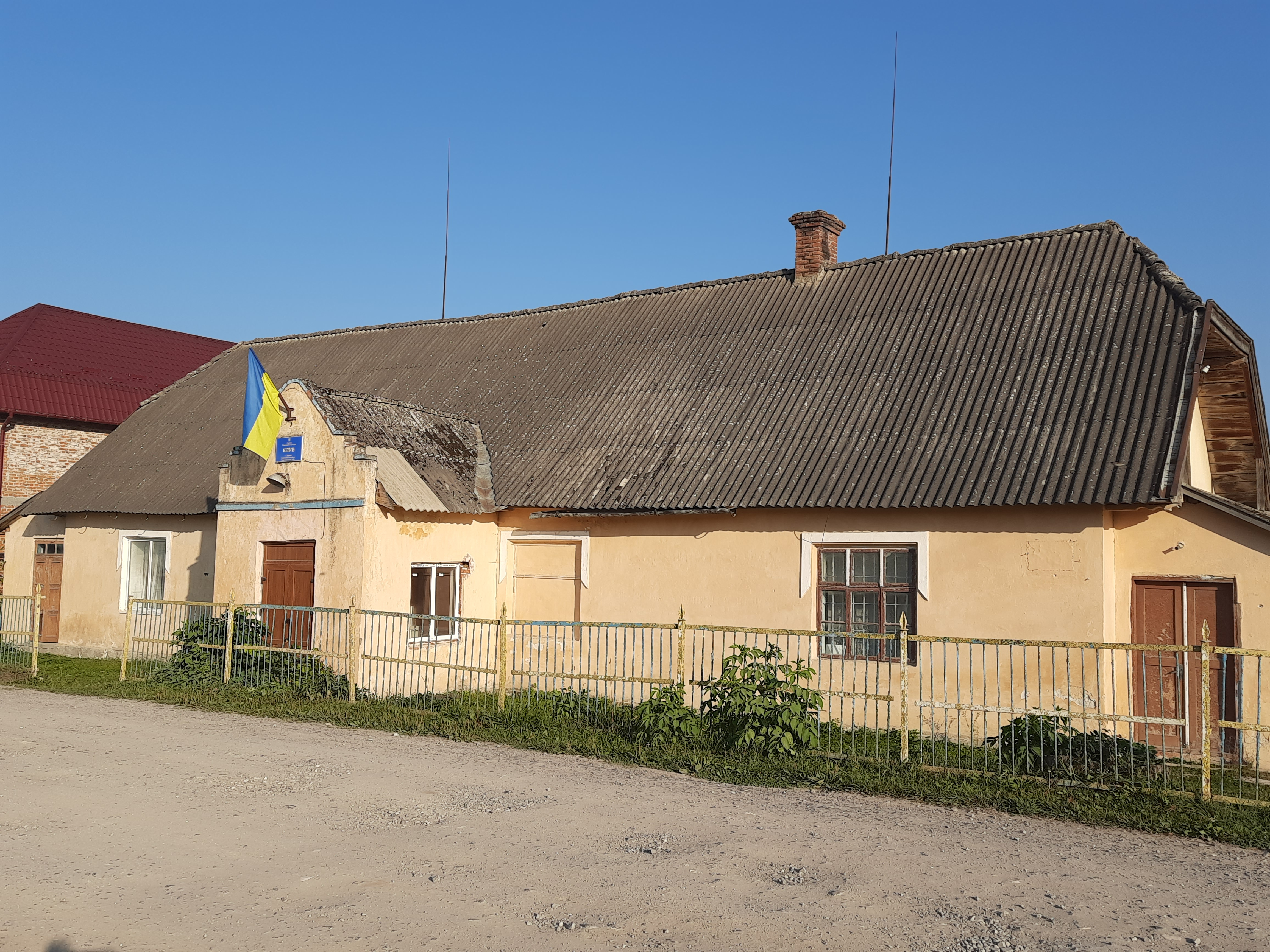
Клуб
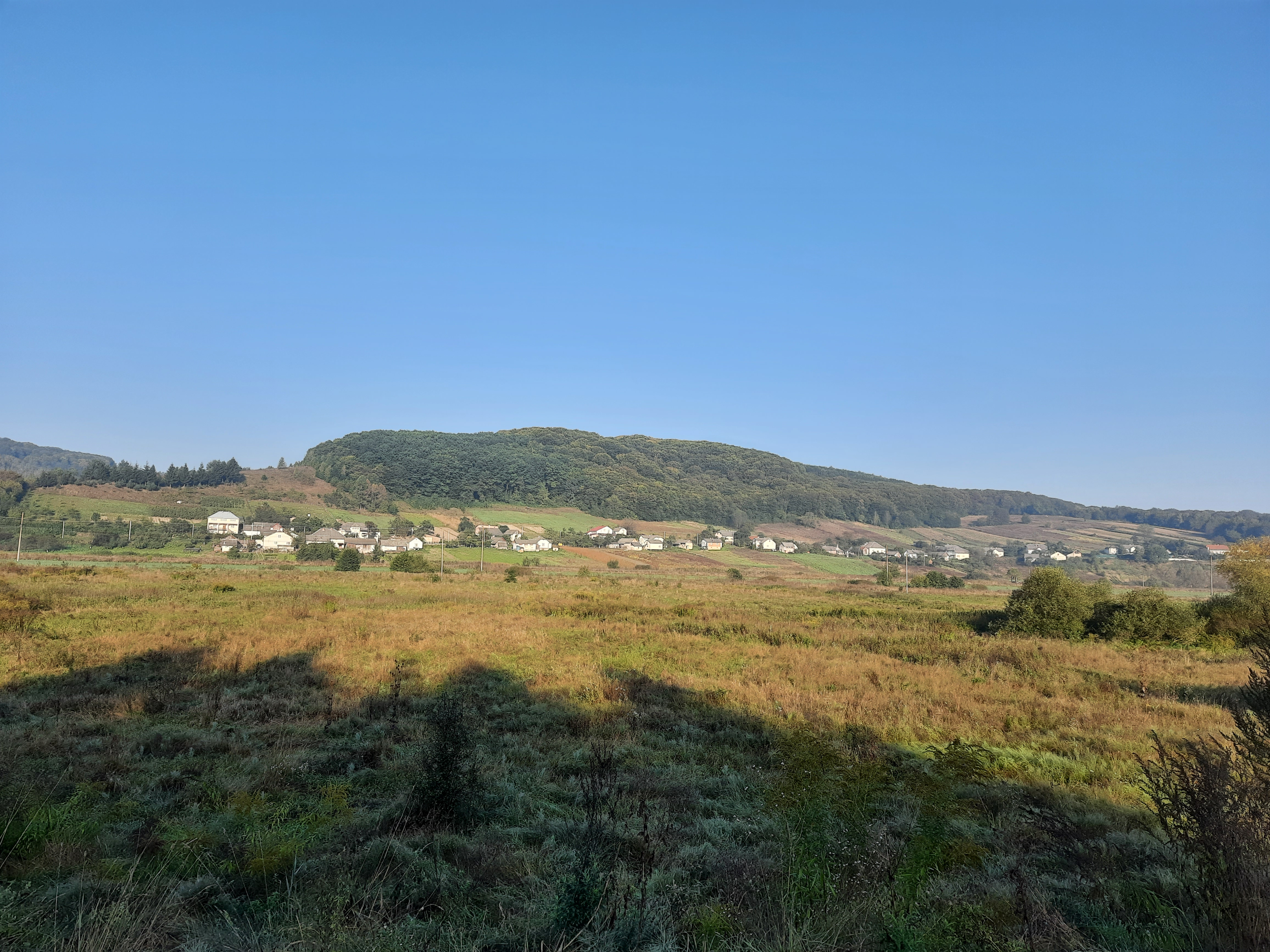
Сільський пейзаж
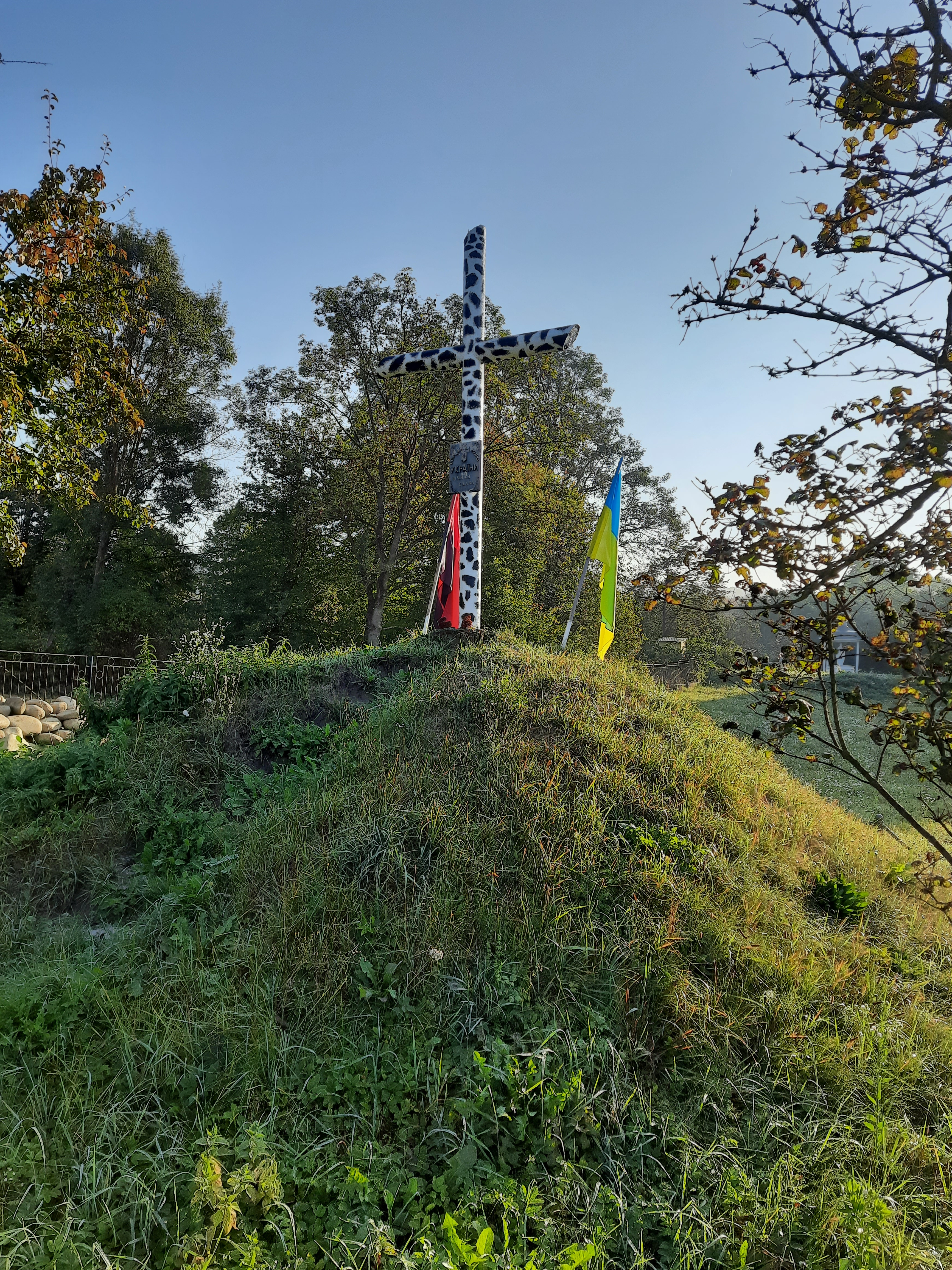
Символічна могила Борцям за волю України
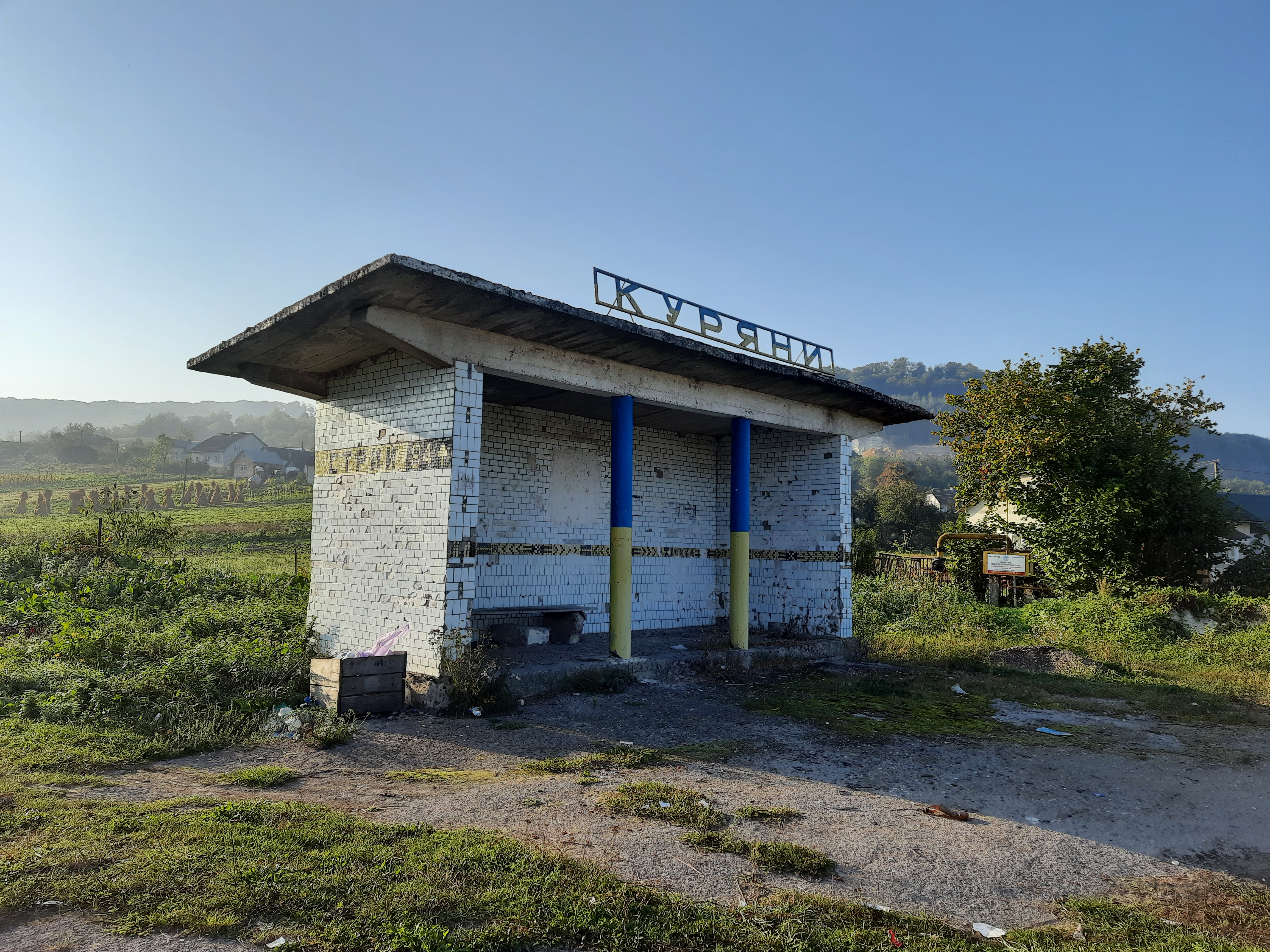
Автобусна зупинка
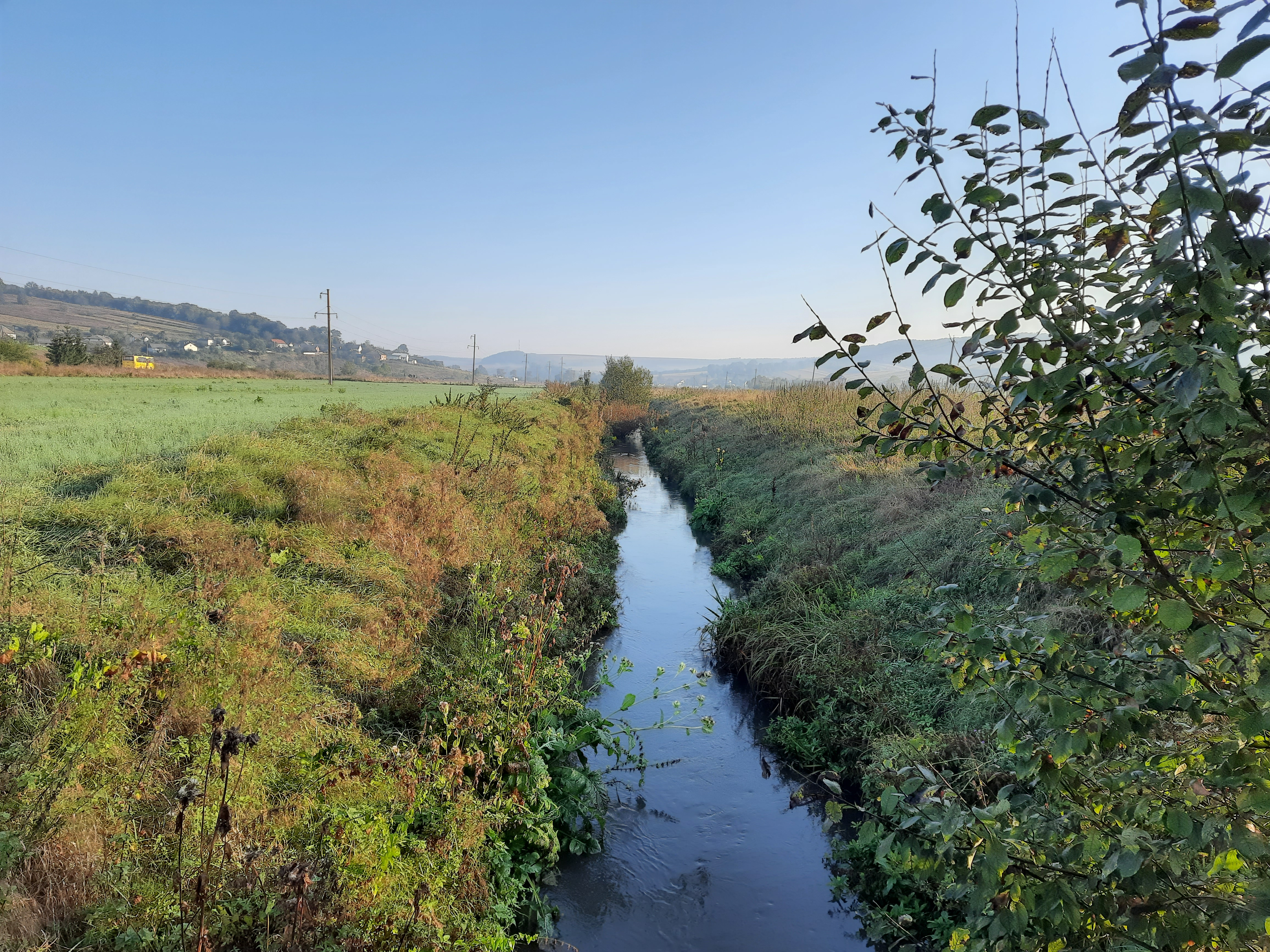
Річка Нараївка біля села
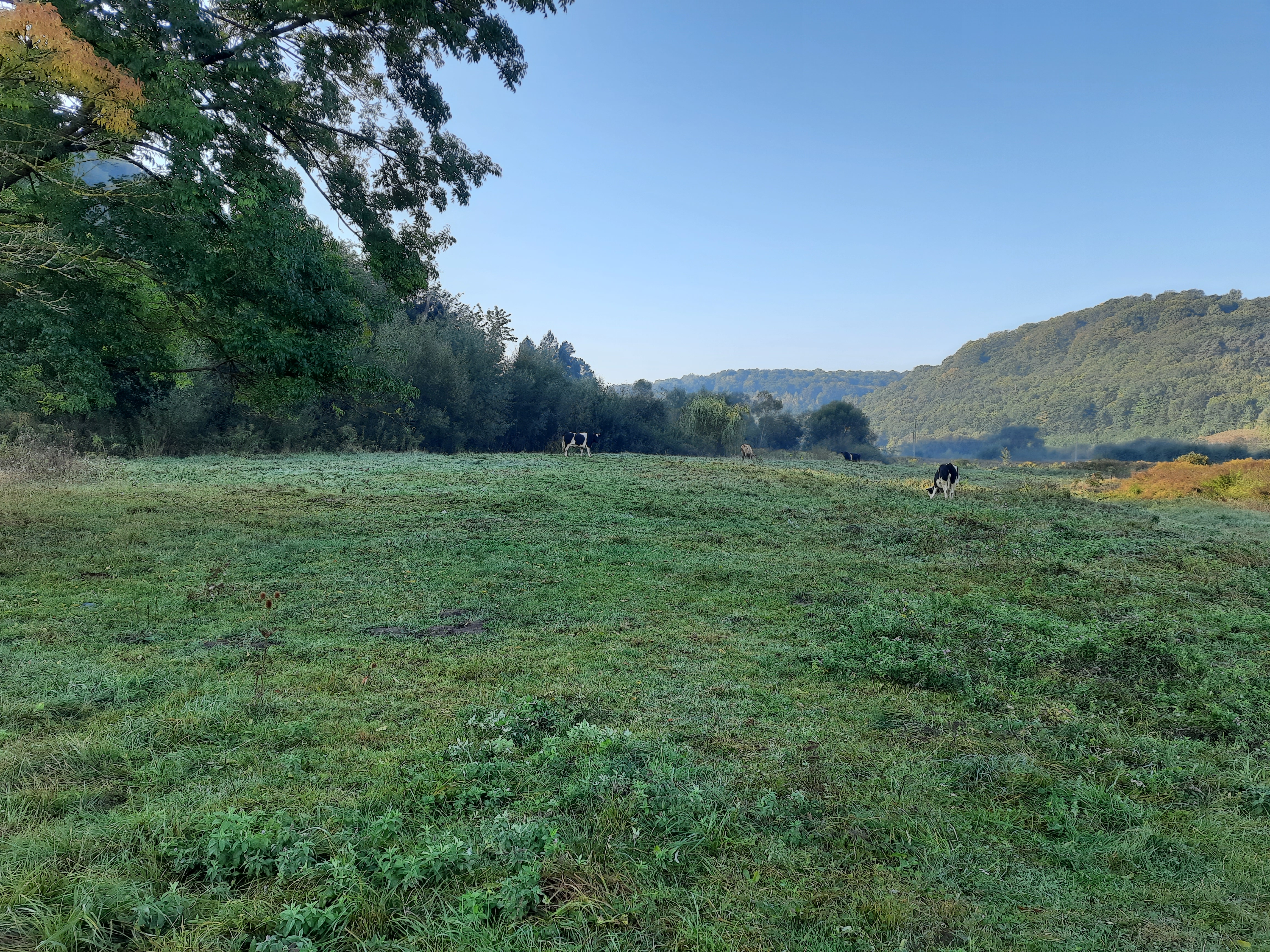
Краєвид біля села